# Elezioni parlamentari in Australia del 2004
Le elezioni parlamentari in Australia del 2004 si tennero il 9 ottobre per il rinnovo del Parlamento federale (Camera dei rappresentanti e Senato). In seguito all'esito elettorale, John Howard, espressione del Partito Liberale d'Australia, fu confermato Primo ministro.
Il giorno precedente a quello del voto i due candidati furono fotografati negli studi radio dell'ABC di Sydney e l'episodio creò grande scompiglio nel panorama preelettorale. La foto infatti mostrava il laburista Latham (secondo alcuni) in atteggiamento aggressivo e intimidatorio nei confronti di Howard. L'episodio fu ribattezzato The Handshake, ovvero la stretta di mano.

## Risultati

### Camera dei rappresentanti
| Liste                         | Voti       | %     | Seggi |
| ----------------------------- | ---------- | ----- | ----- |
| Partito Liberale d'Australia  | 4 741 458  | 40,47 | 74    |
| Partito Laburista Australiano | 4 409 117  | 37,64 | 60    |
| Verdi Australiani             | 841 734    | 7,19  | –     |
| Partito Nazionale d'Australia | 690 275    | 5,89  | 12    |
| Family First Party            | 235 315    | 2,01  | –     |
| Democratici Australiani       | 144 832    | 1,24  | –     |
| One Nation                    | 139 956    | 1,19  | –     |
| Partito Democratico Cristiano | 72 241     | 0,62  | –     |
| Citizens Electoral Council    | 42 349     | 0,36  | –     |
| Country Liberal Party         | 39 855     | 0,34  | 1     |
| Altri <20.000 voti            | 65 964     | 0,56  | –     |
| Indipendenti                  | 286 206    | 2,44  | 3     |
| Non affliati                  | 5 830      | 0,05  | –     |
| Totale                        | 11 715 132 | 100   | 150   |

- Two-party-preferred vote

| Liste                                           | Voti       | %     | Seggi |
| ----------------------------------------------- | ---------- | ----- | ----- |
| Coalizione Liberale-Nazionale (LPA - NPA - CLP) | 6 179 130  | 52,74 | 87    |
| Partito Laburista Australiano                   | 5 536 002  | 47,26 | 60    |
| Totale                                          | 11 715 132 | 100   | 147   |

### Senato
| Liste                               | Voti       | %     | Seggi |
| ----------------------------------- | ---------- | ----- | ----- |
| Partito Laburista Australiano       | 4 186 715  | 35,02 | 16    |
| Coalizione Liberale/Nazionale       | 3 074 952  | 25,72 | 6     |
| Partito Liberale d'Australia        | 2 109 978  | 17,65 | 13    |
| Verdi Australiani                   | 916 431    | 7,67  | 2     |
| Democratici Australiani             | 250 373    | 2,09  | –     |
| Family First Party                  | 210 567    | 1,76  | 1     |
| One Nation                          | 206 455    | 1,73  | –     |
| Partito Nazionale d'Australia       | 163 261    | 1,37  | 1     |
| Partito Democratico Cristiano       | 140 674    | 1,18  | –     |
| Liberali per le Foreste             | 107 130    | 0,90  | –     |
| Partito Laburista Democratico       | 58 042     | 0,49  | –     |
| The Fishing Party                   | 50 356     | 0,42  | –     |
| Country Liberal Party               | 41 923     | 0,35  | 1     |
| Help End Marijuana Prohibition      | 41 501     | 0,35  | –     |
| Ex-Service Service & Veterans Party | 25 277     | 0,21  | –     |
| Citizens Electoral Council          | 24 663     | 0,21  | –     |
| Altri <20.000 voti                  | 164 966    | 1,38  | –     |
| Indipendenti                        | 180 385    | 1,51  | –     |
| Totale                              | 11 953 649 | 100   | 40    |